# Ian Morris (storico)
Ian Morris (Stoke-on-Trent, 27 gennaio 1960) è uno storico e archeologo britannico.

## Biografia
Ian Matthew Morris nasce a Stoke-on-Trent, nella contea dello Staffordshire nel Regno Unito. Dopo i primi studi nella città d'origine e all'Alleyne's High School, di Stone, s'iscrive all'Università di Birmingham dove ottiene un Bachelor of Arts nel 1981. Per il suo Dottorato di ricerca (PhD) viene ammesso all'Università di Cambridge dove si laurea con una tesi intitolata "Burial and society at Athens, 1100-500 BC" nel 1985.
Inizia la sua carriera accademica nel 1987 all'Università di Chicago per poi passare all'Università di Stanford nel 1995. A Stanford è stato presidente del dipartimento di studi classici e direttore del Social Science History Institute e dello Stanford Archaeology Center. Durante la sua carriera è stato responsabile di numerosi scavi, uno dei più importante fu quello dal 2000 al 2007 presso il Monte Polizzo.
I suoi studi e le sue ricerche gli hanno permesso di elaborare alcune teorie che ha poi pubblicato in alcuni libri di successo. Nel suo Why the West Rules—For Now sviluppa la sua teoria che vede la posizione geografica come fattore fondamentale per lo sviluppo umano. Secondo lui la storia è inoltre plasmata anche dal modo in cui le persone reagiscono di fronte ai problemi che gli si presentano come il cambiamento climatico, le crisi economiche, la migrazione, le epidemie e la cattiva gestione dello Stato. È la pressione di tutti questi fattori che lancia i grandi cambiamenti della storia. Questo libro ha riscosso molto successo, al punto che la casa editrice ha fatto una seconda ristampa lo stesso anno. La rivista The Economist in un suo articolo l'ha definito "un libro straordinario" paragonandolo all'opera di Paul Kennedy, Ascesa e declino delle grandi potenze.
Un altro suo libro di grande successo è stato War! What is it Good For? in cui analizza la guerra come elemento che ha plasmato la società umana. La guerra ha permesso di far crescere le società primitive permettendo così un maggiore sviluppo economico e una riduzione della violenza all'interno delle società stesse.

## Premi e riconoscimenti
- 2002 Guggenheim Fellowship for Humanities, US & Canada.[6]
- 2009 Dean’s Award for Excellence in Teaching.[7]

## Pubblicazioni
- Ian Morris, Burial and Ancient Society, Cambridge, 1987, ISBN 978-0-521-38738-5.
- Ian Morris, Death-Ritual and Social Structure in Classical Antiquity, Cambridge, Cambridge University Press, 1992, ISBN 9780511611728.
- Ian Morris, Classical Greece: Ancient Histories and Modern Archaeologies, Cambridge, Cambridge University Press, 1994, ISBN 9780521456784.
- Ian Morris, A New Companion to Homer, E. J. Brill, 1997, ISBN 978-90-04-09989-0.
- Ian Morris e Kurt Raaflaub, Democracy 2500?: Questions and Challenges, Kendall/Hunt Publishing Company, 1998, ISBN 9780787244668.
- Ian Morris, Archaeology as Cultural History: Words and Things in Iron Age Greece, Wiley-Blackwell, 2000, ISBN 978-0631196020.
- Ian Morris, The Greeks: History, Culture, and Society, Pearson College Div, 2005, ISBN 978-0139211560. (2009, seconda edizione; 2021 terza edizione)
- Ian Morris e Joseph Gilbert Manning, The Ancient Economy: Evidence and Models, Stanford University Press, 2005, ISBN 9780804757553.
- Ian Morris e Walter Scheidel, The Dynamics of Ancient Empires, Oxford University Press, 2009. (2010 seconda edizione)
- Ian Morris e Walter Scheidel, The Cambridge Economic History of the Greco-Roman World, Cambridge University Press, 2013, ISBN 978-1107673076.
- Ian Morris, Why the West Rules―for Now: The Patterns of History, and What They Reveal About the Future, Picador, 1º gennaio 2011, ISBN 978-0312611699. (25 ottobre 2011, seconda edizione)
- Ian Morris, The Measure of Civilization: How Social Development Decides the Fate of Nations, Princeton University Press, 2013, ISBN 978-0691155685.
- Ian Morris, War! What Is It Good For?: Conflict and the Progress of Civilization from Primates to Robots, Farrar, Straus and Giroux, 2014, ISBN 978-0374286002.
- Ian Morris, Foragers, Farmers, and Fossil Fuels: How Human Values Evolve, Princeton University Press, 2015, ISBN 978-0691160399.
- Ian Morris, Geography Is Destiny: Britain and the World: A 10,000-Year History, Farrar, Straus and Giroux, 2022, ISBN 978-0374157272.